# 大巫岚镇
大巫岚镇，是中华人民共和国河北省秦皇岛市青龙满族自治县下辖的一个乡镇级行政单位。

## 行政区划
大巫岚镇下辖以下地区：
大巫岚村、东汉沟村、西汉沟村、窑上村、窦家沟村、张家沟村、大狮子沟村、大院村、罗杖子村、干河子村、磨石沟村、蛤子汀村、和平庄村、核桃沟村、秦木沟村、陈台子村、雹神庙村、孙杖子村、张庄村、李杖子村、牡丹沟村、邢杖子村、翟杖子村、小狮子沟村、大于杖子村、铁炉沟村和苗杖子村。